# Týnec (district de Klatovy)
Pour les articles homonymes, voir Týnec.
Týnec (en allemand : Teinitzel, précédemment : Teinitzl) est une commune du district de Klatovy, dans la région de Plzeň, en République tchèque. Sa population s'élevait à 347 habitants en 2021.

## Géographie
Týnec se trouve à 6 km au sud-sud-est de Klatovy, à 45 km au sud de Plzeň et à 118 km à l'ouest-sud-ouest de Prague.
La commune est limitée par Lomec au nord, par Klatovy et Vrhaveč à l'est, par Javor au sud, par Klenová au sud-ouest et par Janovice nad Úhlavou à l'ouest.

## Histoire
La première mention écrite du village date de 1227.

## Galerie

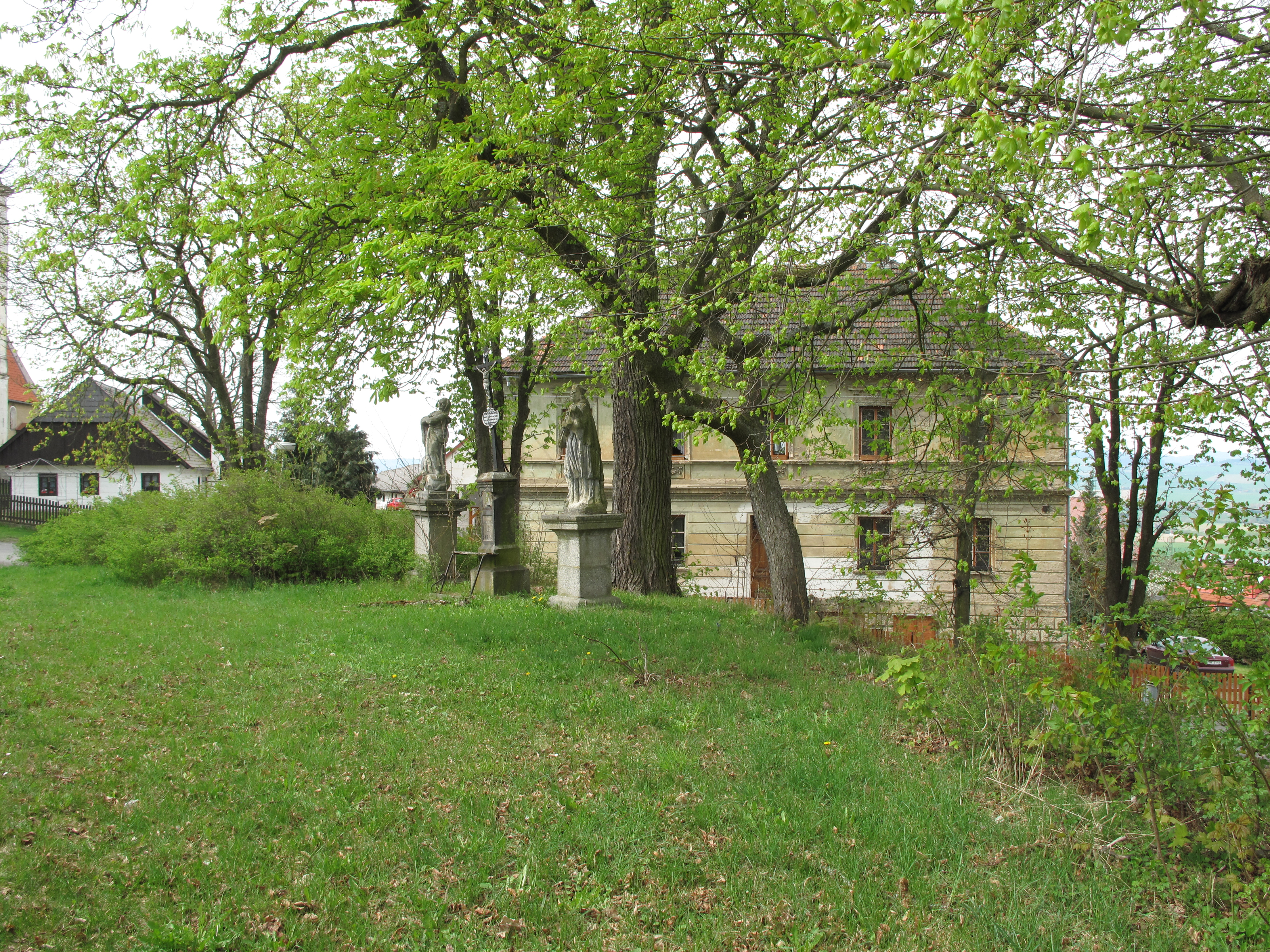
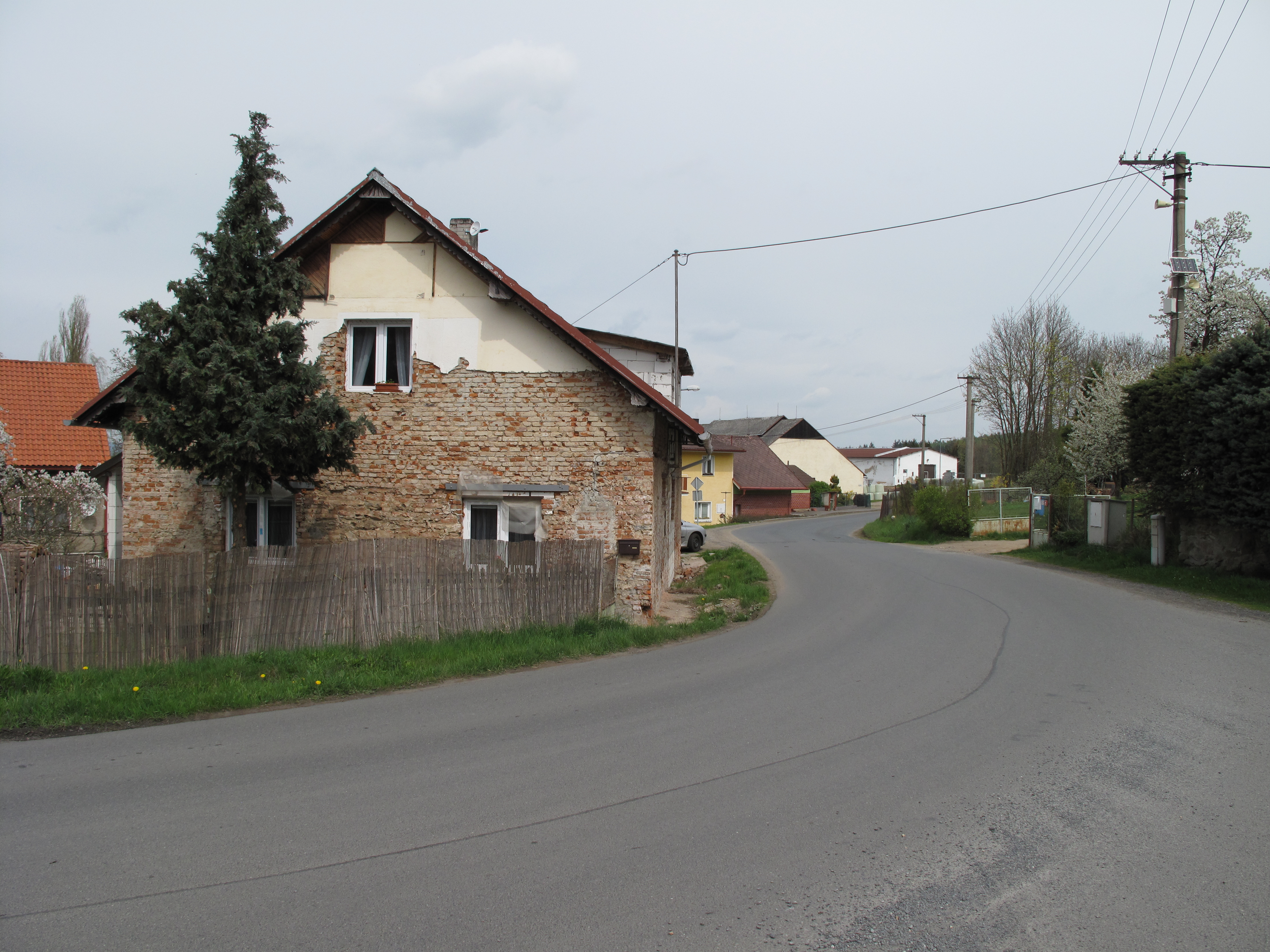
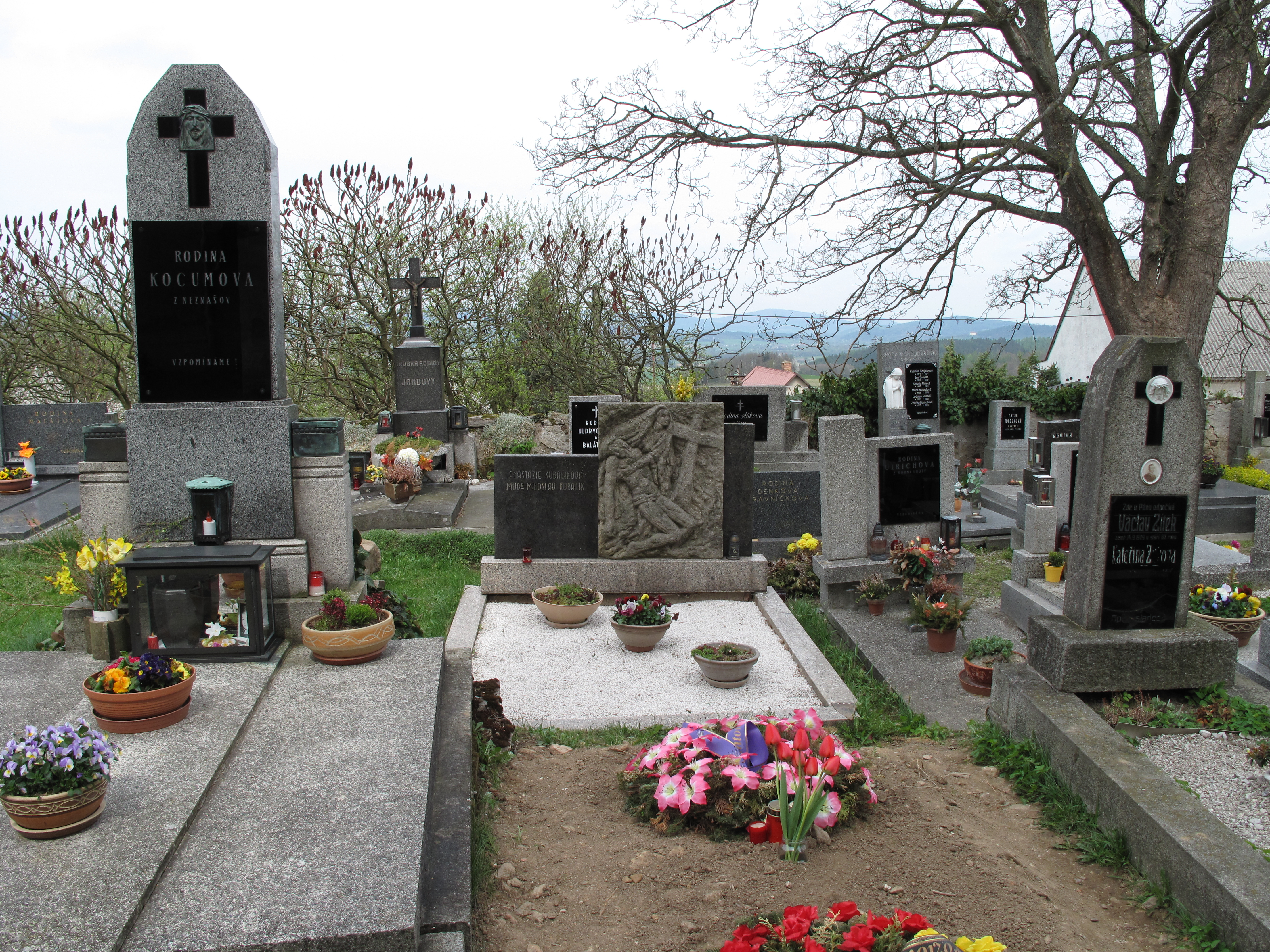

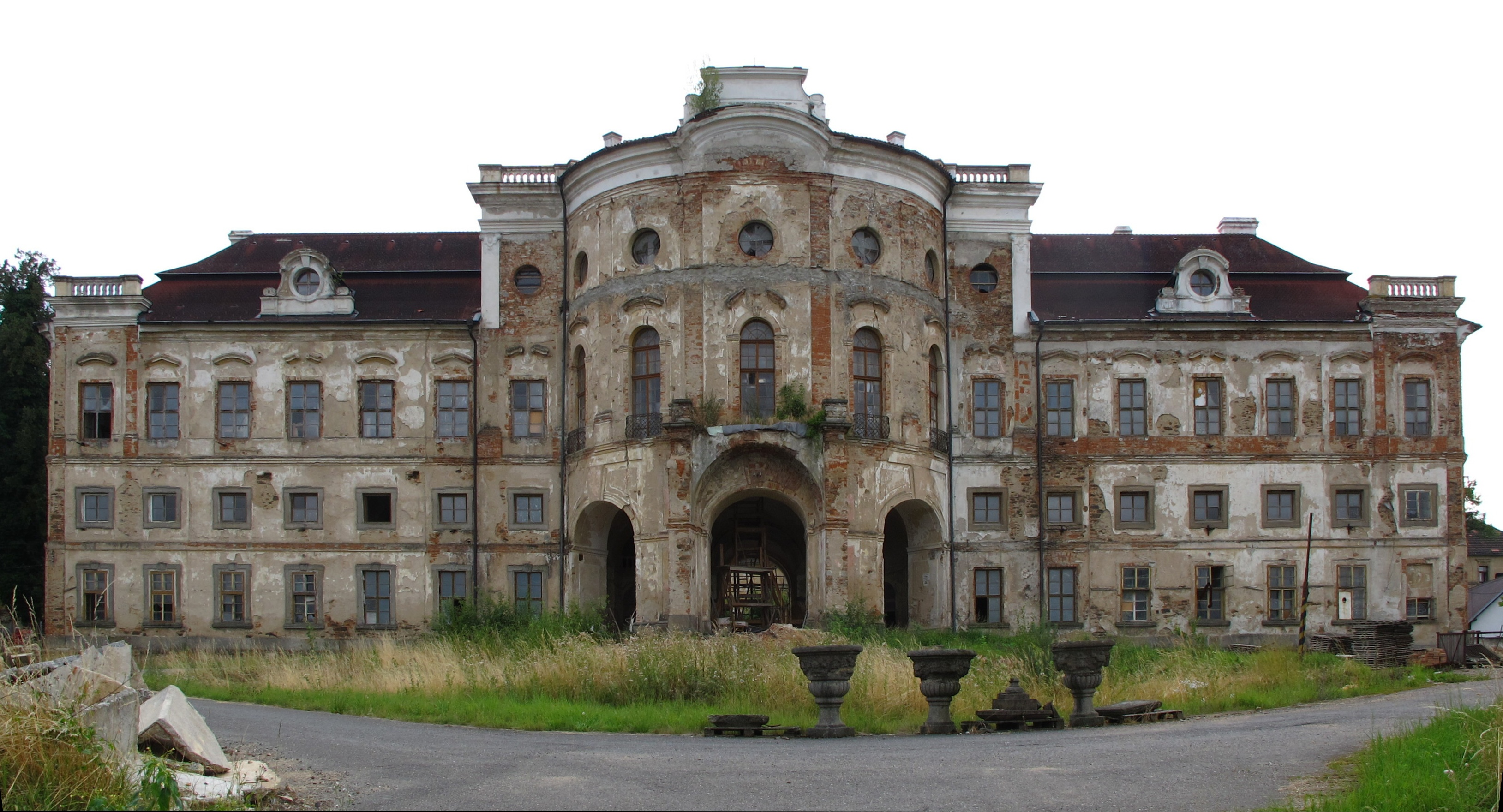
Château de Týnec.
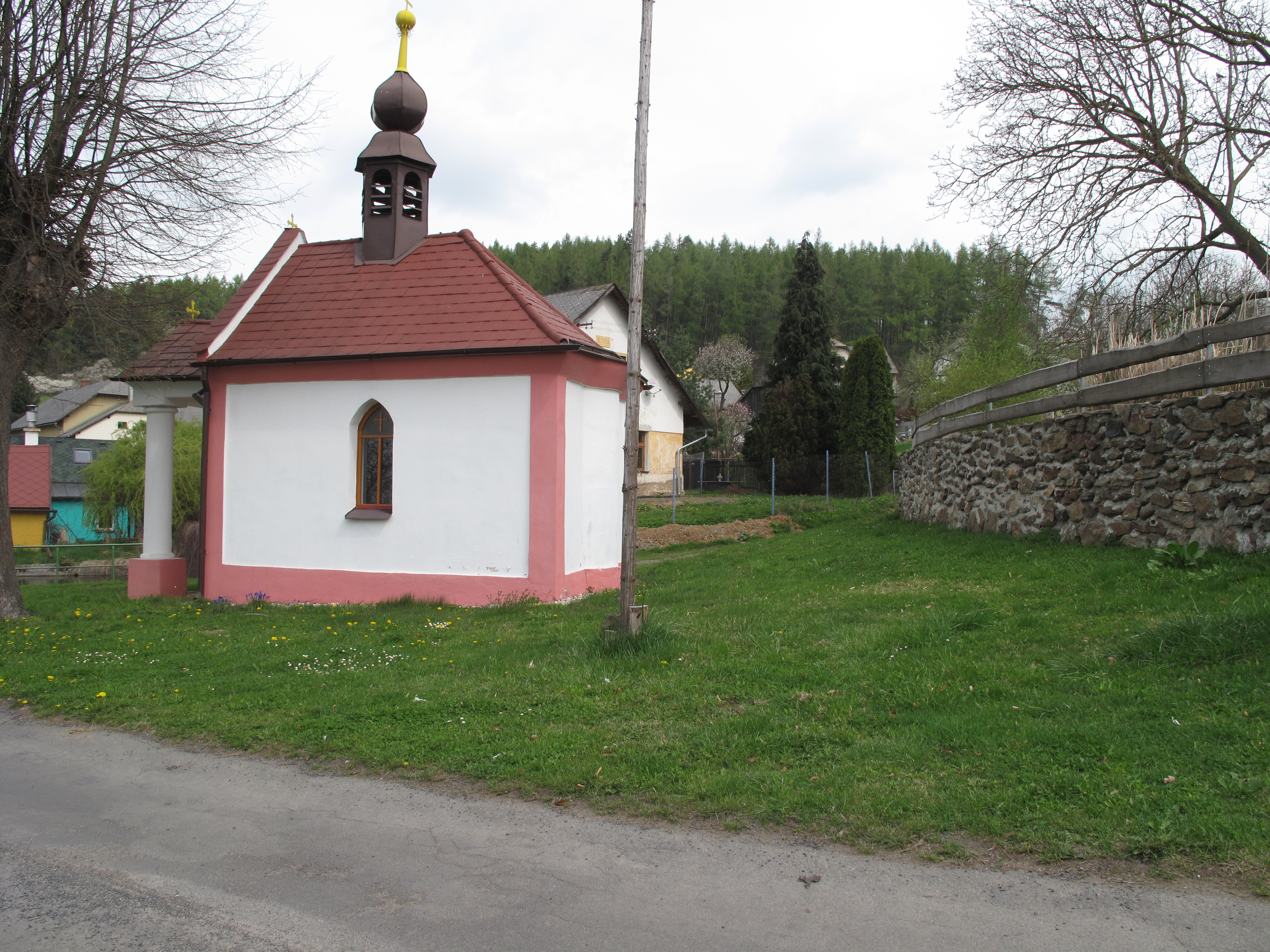
Chapelle à Horní Lhota.

## Transports
Par la route, Týnec se trouve à 7 km de Klatovy, à 51 km de Plzeň et à 139 km de Prague.